# Pierre Benigni
 (juillet 2025).
Pour les articles homonymes, voir Benigni.
Pierre Benigni, né le 29 juin 1878 à Brétigny-sur-Orge et mort le 14 novembre 1956 à Marseille, est un peintre militaire du XXe siècle, spécialisé sur les armées napoléoniennes.

## Biographie
Élève d'Édouard Detaille, il devient, après Maurice Mahut, le peintre militaire attitré de la Légion et immortalise les régiments à pied, les compagnies montées ainsi que les régiments de cavaliers. Il collabore notamment avec les collectionneurs Raoul & Jean Brunon, créateurs du musée militaire du Château de l'Empéri, lors des différentes éditions réalisées et participe à l'illustration de la série d'ouvrages « Les Uniformes du Premier Empire » du commandant Bucquoy. 
On lui doit l’illustration du Livre d'or de la Légion étrangère, édité à l'occasion de son centenaire en 1931. Il est nommé légionnaire de 1re classe d’honneur en 1933 sous le matricule 12 002.

## Œuvres
- Chasseur du 5e régiment, tenue de campagne, estampe, Musée national des châteaux de Malmaison et de Bois Préau[1].